# Mateiivți, Colomeea
Mateiivți (în ucraineană Матеївці) este localitatea de reședință a comunei Mateiivți din raionul Colomeea, regiunea Ivano-Frankivsk, Ucraina.

## Demografie
Componența lingvistică a localității Mateiivți
     Ucraineană (99,44%)
     Alte limbi (0,56%)
Conform recensământului din 2001, majoritatea populației localității Mateiivți era vorbitoare de ucraineană (99,44%), existând în minoritate și vorbitori de alte limbi.